# Secuela (medicina)
Secuela (del latín sequēla "lo que sigue", "consecuencia"), en medicina, es la lesión o trastorno remanente tras una enfermedad o un traumatismo.
Una secuela es la alteración persistente de una lesión, consecuencia de una enfermedad, un traumatismo o una intervención quirúrgica. Se considera secuela a partir del momento en que no se pueden resolver las consecuencias o complicaciones de un problema de salud. Generalmente el paciente suele precisar una adaptación física y/o psíquica a su nueva situación vital. Aparecen en cualquier edad de la vida.

## Clasificación
Según el tipo de daño
- orgánico
- funcional
- psíquico

Según el grado de lesión
- leve
- grave

## Valoración
La valoración médica de las secuelas consta de la:
- determinación de la relación causa-efecto
- valoración del daño a la persona
- metodología clínica empleada
- Clasificación y valoración de las secuelas (Baremo Médico) - Tabla 2.A.1 de la Ley 35/2015, de 22 de septiembre, de reforma del sistema para la valoración de los daños y perjuicios causados a las personas en accidentes de circulación.